# Dlouhá Lhota, Mladá Boleslav
Dlouhá Lhota là một làng thuộc huyện Mladá Boleslav, vùng Středočeský, Cộng hòa Séc.